# Pleopeltis wiesbaurii
Pleopeltis wiesbaurii là một loài thực vật có mạch trong họ Polypodiaceae. Loài này được (Sodiro) Lellinger miêu tả khoa học đầu tiên năm 1977.